# Camille Walala
Camille Walala (geboren 1975 als Camille Vic-Dupont) ist eine französische, multidisziplinär arbeitende Designerin und Objektkünstlerin. Sie ist insbesondere für ihre lebensgroßen Wandgemälde und Installationen sowie für ihre von der Postmoderne inspirierten Dekors und Muster bekannt.

## Leben
Camille Walala wurde in der Provence (Frankreich) geboren und zog im Alter von 23 Jahren in das Vereinigte Königreich. Sie sprach kaum Englisch und jobbte anfangs in Kneipen. Erst mit 27 Jahren begann sie, ihre kreative Seite zu entdecken und belegte Abendkurse, um zeichnen und andere künstlerische Techniken zu lernen. Von ihrer Lehrerin fühlte sie sich sehr motiviert. Ihren Traum, Modedesign am St. Martins College in London zu studieren, traute sie sich nicht zu und studierte letztendlich Textildesign an der Universität von Brighton. 2009 gründete sie das Studio Walala in London.

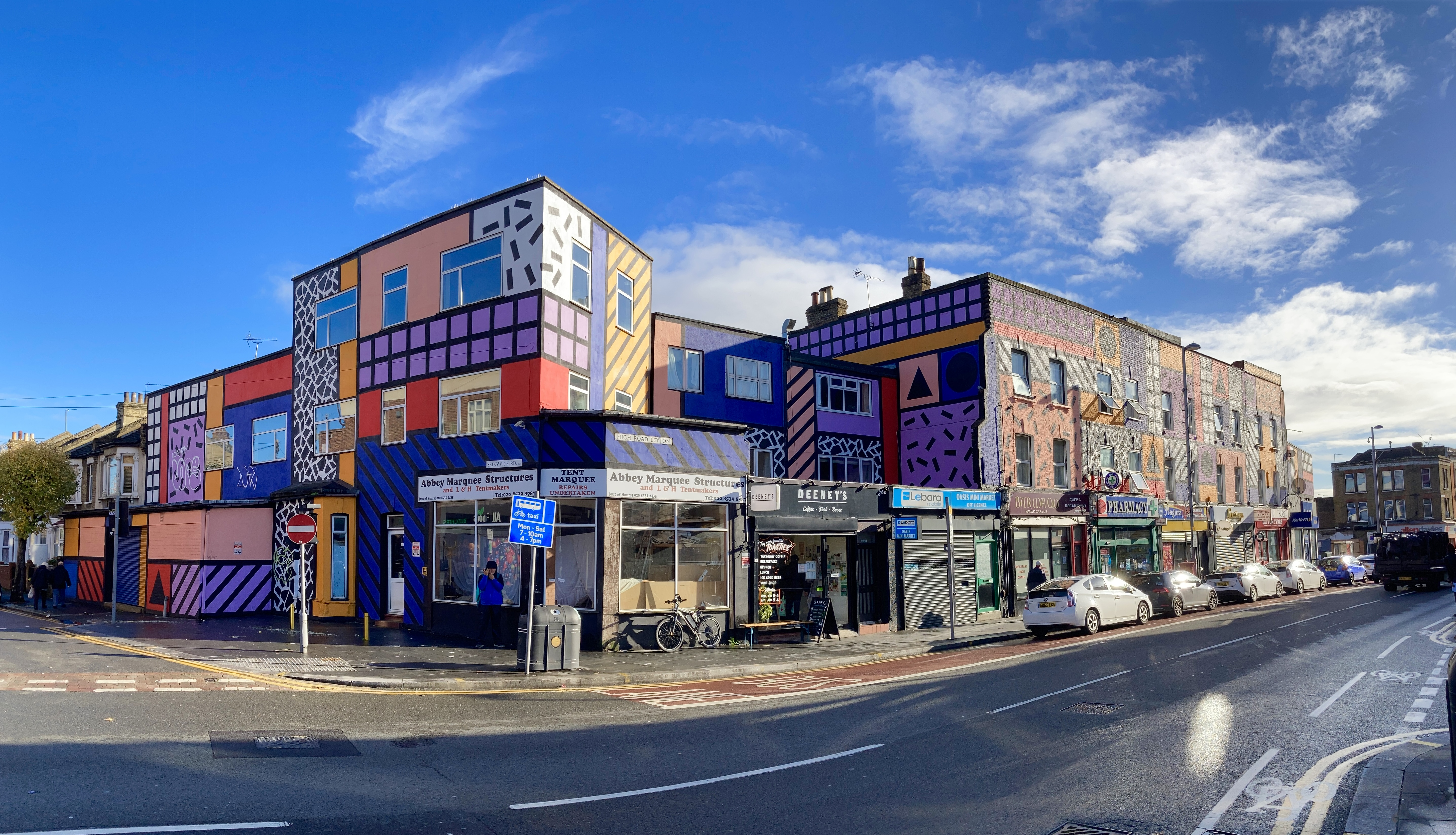
Von Camille Walala gestaltete Häuser an der Leyton High Road, Greater London

Im Jahr 2017 wurde Walala von der NOW Gallery London eingeladen, eine interaktive, lebensgroße Installation zu entwerfen, für die das Studio einen immersiven Tempel der Wunder schuf.
Aufgrund der Schließung während der COVID-19-Pandemie gestaltete Walala den Shop des Design Museums London zu einem Lebensmittelladen um, in dem lebenswichtige Produkte verkauft wurden, die von Künstlern wie Kentaro Okawara, Joey Yu, Isadora Lima und Michaela Yearwood-Dan und vielen anderen gestaltet worden waren.
Für das Montreux Jazz Festival 2022 gestaltete sie das offizielle Festivalplakat, das als „Polyphonie elektrischer Farben und tanzender Formen“ beschrieben wird.

## Werke (Auswahl)
- 2017: WALALA X PLAY, NOW Gallery, London, Vereinigtes Königreich
- 2019: Walala Lounge, London Design Festival
- 2020: House of Dots, Coal Drops Yard, London, Vereinigtes Königreich
- 2021: Supermarket, Design Museum, London, Vereinigtes Königreich
- 2022: Offical Posterdesign for Montreux Jazz Festival 2022